# Болото Мартыненково
Болото Мартыненково (укр. Болото Мартиненкове) — орнитологический заказник местного значения. Находится в Краматорском районе Донецкой области на расстоянии полкилометра от посёлка городского типа Яровая.
Болото Мартыненково входит в состав Национального природного парка «Святые горы». Оно было найдено и исследовано в 1970-х годах студентами биологического факультета Донецкого государственного университета на полевой практике. По поручению преподавателей университета члены дружины охраны природы Донецкого государственного университета и лаборатория орнитологии составили запрос на получение охранной грамоты. Их поддержал Всесоюзный орнитологический комитет. Они послали запрос Краснолиманскому районному совету народных депутатов. Статус заказника был присвоен решением областного исполкома № 652 от 17 декабря 1982 года. Площадь заказника составляет 20 гектар. Дружина охраны природы Донецкого государственного университета следила за сохранением охранного статуса и численностью серой цапли.
Болото находится в пойме левого берега Северского Донца и представляет собой один из последних участков черноольховых трясин, который сохранился в почти нетронутом состоянии. Ранее черноольховые трясины в пойме Северского Донца были широко распространены, но со временем исчезли. Болото поддерживает уровень грунтовых вод и препятствует разрушению структуры почв, имеет важное гидрологическое значение. Ольшаник, на болоте является резерватом редких для Донецкой области видов рептилий и амфибий.
В заказнике гнездятся журавль серый, цапля серая. Колонии белой и серой цапель — самые крупные на Украине. В 1986 году в заказнике насчитывалось 350 гнёзд серой цапли. Также царство животных представляют большая белая цапля, малая белая цапля, чибис, удод, иволга, соловей, черный коршун, вороны, гребенчатый тритон, краснобрюхая жерлянка, остромордая лягушка, квакша, водяной уж, обыкновенная гадюка, выхухоль. Два вида летучих мышей, проживающих в заказнике, занесены в Красную книгу.
В заказнике произрастают охраняемые растения кувшинка белая, кубышка жёлтая, кочедыжник женский, щитовник мужской, а также хвощ, папоротник, осока, ирис болотный, калина, ива, стрелолист, частуха подорожная, ежеголовник, телорез обыкновенный, водокрас, рдест плавающий.
Заказник расположен водоохранной зоне Северского Донца. В нём запрещена хозяйственная деятельность. Запрещена рубка леса, кроме санитарной.